# Château de Schenkenberg
Le château de Schenkenberg est un château fort aujourd'hui en ruine, situé sur le territoire de la commune argovienne de Thalheim, en Suisse.

## Histoire
Le château fut probablement construit au début du XIIIe siècle par la famille de Habsbourg pour assurer la protection des environs de Brugg. La première mention écrite date de 1243 et donne aux seigneurs de Schenkenberg, vassaux des Habsbourg, des terrains situés autour du château. La seigneurie changera ensuite plusieurs fois de mains au gré des donations faites par les Habsbourg. Après la défaite autrichienne à la bataille de Sempach, le château est hypothéqué. En 1415, sous le règne de Sigismond Ier du Saint-Empire, les Bernois s'emparent des territoires argoviens situés sur la rive droite de l'Aar ; la rive gauche reste sous le contrôle de l'empereur qui prend le château de Schenkenberg sous sa protection directe deux ans plus tard. À cette époque, le bailliage de Schenkenberg est pratiquement un État indépendant qui s'étend sur une bonne partie du territoire actuel du district de Brugg.
Après plusieurs années de disputes entre les seigneurs de Schenkenberg et les bourgeois de Brugg (sujets de Berne), les Bernois s'emparent finalement du château en 1460 et en font le siège du bailliage de Schenkenberg. La famille Baldegg, dernière propriétaire autrichienne des lieux, tentera à plusieurs reprises de reprendre son bien soit diplomatiquement soit militairement lors de la guerre de Souabe de 1499, mais toujours sans succès.
Situé à la frontière bernoise avec l'Autriche, le château est fortifié mais n'est pratiquement pas maintenu par le gouvernement bernois. Au début du XVIIIe siècle, devant le délabrement des lieux, le château est abandonné et le pouvoir local transféré au château de Wildenstein à Veltheim. Il est alors utilisé comme carrière par les habitants du lieu. Devenu propriété du tout nouveau canton d'Argovie en 1798, il est acheté en 1837 par un certain « seigneur von Schenkenberg » qui disparaîtra quelques années plus tard sans laisser de traces.
Le château est alors abandonné pendant plusieurs décennies. Le mur du côté Est est détruit lors d'une tempête en 1917, poussant les autorités à le déclarer sans propriétaire et à le mettre aux enchères. Il est racheté pour la somme symbolique de 50 francs à la Aargauische Vereinigung für Heimatschutz qui lance alors d'importants travaux de conservation. Le château, toujours en ruine, est inscrit comme bien culturel d'importance nationale.

## Source
- (en) Cet article est partiellement ou en totalité issu de l’article de Wikipédia en anglais intitulé « Schenkenberg Castle » (voir la liste des auteurs).